# Dolní Lipovsko
Dolní Lipovsko (německy Unter Lipov) je název zaniklé osady, části vesnice Jehnědno v okrese Písek v Jihočeském kraji. Nacházela se v nadmořské výšce 340 m n. m. na levém břehu řeky Vltavy. Zhruba 700 metrů proti proudu na pravém břehu stálo Horní Lipovsko. Obě Lipovska byla zbořena na konci 50. let 20. století v souvislosti s výstavbou orlické vodní nádrže.

## Dolní Lipovsko

### Popis
Dolní Lipovsko (na mapách též Dolejší Lipovsko, Na Dolejším, Dolejší mlýn) získalo jméno po Adamu Lipovském z Lipovic. Ten po konfiskaci dražíčského panství Janu Svatkovskému z Dobrohoště za účast v povstání zabavené statky roku 1623 za 5220 kop koupil a na jejich hranicích u Vltavy založil osadu.
Dolní Lipovsko patřilo v roce 1843 v rámci alodiálního panského velkostatku Chřešťovice do majetku Jana Adolfa II. knížete ze Schwarzenbergu.
Mlýn s pilou (čp. 42) vlastnil k roku 1890 Antonín Omcirk, který dříve působil jako stárek na mlýně v Horním Lipovsku. V roce 1900 je zde uváděn mlynář Vojtěch Pravda, o deset let později již na mlýně hospodařil jeho syn Petr. Ten je na mlýně uváděn i v letech 1921 a 1939. Pod navazujícím jezem probíhaly v letech 1931–1932 rozsáhlé regulační práce, aby se odstranily překážky pro plavbu pramenů.
Jižně od osady se na levém břehu nacházela samota Řeřábek (Řežábek), severně na stejném břehu osada s plaveckou hospodou Horní Kotánek.
Do Dolního Lipovska a blízkého okolí situuje Adolf Heyduk děj svého veršovaného románu Sekerník.

### Správa
Na Lothově mapě z roku 1847 je Dolní Lipovsko zakresleno v hranicích historického Prácheňského kraje. V době krajského zřízení v letech 1855–1862 se předmětným samosprávným krajem stal kraj písecký. Od roku 1948 až do svého zániku příslušela obec do Českobudějovického kraje.
Soudně spadala obec do okresu Písek.
Církevní správu vykonávala římskokatolická farnost Chřešťovice s farním kostelem sv. Jana Křtitele.